# Brankovics György (opera)
A Brankovics György Erkel Ferenc négyfelvonásos operája. Szövegkönyvét Ormay Ferenc és Odry Lehel írták Obernyik Károly azonos című drámája alapján. Ősbemutatója 1874. május 20-án volt a Nemzeti Színházban.

## A mű háttértörténete
Az opera a 15. század első felében uralkodó Brankovics György szerb despota történetét dolgozza fel –  a költői szabadság messzemenő figyelembe vételével. A kétségkívül ellentmondásos személyiség országa viszonylagos függetlensége érdekében hol V. László, hol Hunyadi János, hol a törökök oldalára állt. Hunyadi a második rigómezei csatát éppen Brankovics árulása következtében vesztette el, s ezért Szilágyi Mihály elfogta a despotát, s két ujját, amelyekkel sokszor esküdött hamisan, levágatta. Fogságból történő szabadulása után nem sokkal Brankovics belehalt sérüléseibe.
Erkel operáinak sorrendjében bizonyos passzív politizálást lehet felfedezni. „A Bátori Mária még a tanácsosaitól befolyásolt uralkodóról szólt a reformkor megváltó hitével, a Hunyadi László már az esküszegő királyt vette célba a forradalom és szabadságharc felé menetelő országban, a Bánk bán a nép nyomorát megbosszuló, idegen lelkű királynéját megölő nádorról, a Dózsa Györgyöt éppen a kiegyezés évében mutatták be, a Brankovics pedig akkor szólalt meg, amikor a kormány éppen törökbarát politikát folytatott, már felkészült Bosznia okkupációjára.”

## A mű keletkezéstörténete és utóélete
Brankovics György történetét Obernyik Károly dolgozta fel drámájában (1856). Ebből írta a librettót a Nemzeti Színház két baritonja, Odry Lehel és Ormay Ferenc – prózában.
A darab bemutatója 1874. május 20-án volt a Nemzeti Színházban, a címszerepet az egyik szövegíró, Odry Lehel énekelte. A premier visszafogott sikerrel zárult, a fogadtatás meg sem közelítette a Hunyadi László és a Bánk bán korábbi sikerét. A közönség nem ismerte fel Erkel új, előrelépést jelentő stílusának jelentőségét. A kritika azonban méltányolta Erkel törekvését. A Vasárnapi Ujság május 24-ei számában Felvinczi Takács Lajos így írt: „… ha meggondoljuk, hogy a régi operai formákkal Erkel akkor szakít, mikor e téren maga is […] annyi eredménnyel küzdött, akkor csodálkozva kell meghajolnunk a szellem ez ifjúsága, az akarat ez erélye előtt.” A Fővárosi Lapokban, május 20-án Nikolits Sándortól a következő sorok jelentek meg: „Nagyon óhajtanunk kell, hogy ő még sokáig így folytassa működését, mert ha egyszer leteszi a tollat, nem tudjuk, az opera terén nálunk ki fogja folytatni ott, a hol elhagyta.”
A darabot – a viszonylagos sikertelenség miatt – kevésszer játszották, mindössze húsz előadást ért meg. A Nemzeti után, 1889. február 2-án, Gustav Mahler igazgatósága alatt, a Magyar Királyi Operaház mutatta be az operát, s 1910-ig 11 alkalommal adták elő. Az 1960-as évek elején Kókai Rezső zeneszerző és Romhányi József költő a kor szokásának megfelelően átírta és lerövidítette az operát, amit az Erkel Színház mutatott be 1962. június 4-én . Az opera 25 előadást ért meg. A főbb szerepeket Fodor János, Simándy József/Ilosfalvy Róbert, Mátyás Mária/Déry Gabriella, Házy Erzsébet és Palcsó Sándor énekelte, Kórodi András vezényelt. Ezt a produkciót bemutatták az 1993-as Szegedi Szabadtéri Játékokon is. Később egy még erősebben rövidített rádiófelvétel is készült ebből az átdolgozásból, Kováts Kolos, Simándy József, Pászthy Júlia, Kalmár Magda, Palcsó Sándor, Sólyom-Nagy Sándor és Takács Klára közreműködésével. A felvételen szintén Kórodi András vezényelt.
A Kolozsvári Magyar Opera – amely sorra tűzte műsorára Erkel Ferenc valamennyi operáját – 1993-ban mutatta be a Brankovicsot a Gyulai Várszínházban, s a darabot azután folyamatosan repertoárján tartotta (a darab  karmestere Hary Béla, rendezője Dehel Gábor volt). A kolozsváriak 2010. március 11-én otthonukban, majd április 1-jén a budapesti Thália Színházban (a tervezett margitszigeti helyszín helyett)  új rendezésben mutatták be az operát. Az előadás főbb szereplői Sándor Árpád, Szilágyi János, Daróczi Tamás, Covacinschi Yolanda, Szakács Levente, Bardon Tony és Bancsov Károly voltak, Selmeczi György vezényelt. Selmeczi rendezése a délszláv háború időszakába helyezte a történetet, s a kritika szerint az „opera ma is eleven erővel hatott, a zenei megvalósítás is példamutató volt.” Egy másik kritika, még az otthoni előadás kapcsán, az együttes elhivatottságát emelte ki: „… az Erkel-hagyaték misszió-szerű ápolása egyedivé teszi az intézmény profilját, bizonyítja hitvallását, és rámutat a Kolozsvári Magyar Opera tudatos felelősségvállalására.”

## Az opera szereplői és helyszínei
| Szereplő                          | Hangfekvés         |
| --------------------------------- | ------------------ |
| Brankovics György szerb fejedelem | bariton            |
| Mara, a leánya                    | szoprán            |
| Gerő, a fia                       | tenor              |
| István, a fia                     | szoprán            |
| Murat, török nagyvezír            | tenor              |
| Cselebi aga                       | basszus            |
| Fruzsina, Mara duennája           | mezzoszoprán       |
| Hunyadi László                    | tenor              |
| Székely László, magyar nemes      | bariton            |
| Lázár, Brankovics bizalmasa       | bariton            |
| Brankovics szolgája               | bariton            |
| Hunyadi küldötte                  | bariton vagy tenor |

- Helyszín: Brankovics vára és környéke.
- Idő: a 15. század első fele.

## Cselekmény(az átdolgozásé)

### Első felvonás
Brankovics György Hunyadi János szövetségese a törökök elleni harcban. Mit sem sejt arról, hogy lánya, Mara, titokban az ellenséggel, Murat nagyvezírrel találkozgat esténként a vár kertjében. Megérkeznek a várba Hunyadi János követei, Hunyadi László vezetésével, hogy sürgessék Brankovicsot a török elleni támadásra, de Brankovics a hadi készülődések közben értesült arról, hogy a törökök is követséget indítottak hozzá, hogy békét kössenek egymással. Végül Hunyadiék újabb sürgetésének engedve nem fogadja a török követeket, hanem elrendeli a harcot.

### Második felvonás
Brankovics határozatlan, mégsem tud dönteni, hogy a törökök ellen induljon. Úgy határoz, mégis fogadja a török küldöttséget. Tudja, hogy adott szava és a kereszténység védelme Hunyadi oldalára szólítja, de tart attól, hogy az egyesített seregeik elbuknak és akkor hazájára és népére elnyomás és szenvedés vár. A török küldöttség vezetője ugyanaz az ifjú vitéz, akivel Mara találkozott a kertben.  Brankovics elfogadja a törökök ajánlatát, békét köt velük. A követség azonban biztosítékot kér: Brankovics két fiát magukkal viszik a török táborba. A béke aláírását török részről Murat nagyvezír írja alá, aki – a szerbek hatalmas meglepetésére – nem más, mint a szultán fia.

### Harmadik felvonás
A Hunyadi vezette csapatok Brankovics segítsége nélkül is diadalt arattak. Most már a fejedelem udvarában is megváltozik a hangulat: azok követelik a leghangosabban a törökök ellen fordulást, akik eddig a velük való szövetség mellett kardoskodtak. Brankovics számára azonban már nincs lehetőség a meghátrálásra, hisz ez gyermekei halálát jelentené. Mennydörgő szózattal lecsendesíti az elégedetlenkedőket. Eközben Mara és Murat között mind mélyebb szerelem szövődik. A leány arra kéri a nagyvezírt, engedje vissza öccseit apja várába, ez esetben ő maga kezesként önként vele megy. A nagyvezír elfogadná a kérést, de Cselebi aga – akinek a két fiút vissza kell vezetnie a fejedelemhez – útközben szörnyű tettre szánja el magát: megvakíttatja őket. Brankovics szörnyű árat fizetett állhatatlanságáért: lánya elhagyta, fiai vakok. A fejedelem bosszút esküszik.

### Negyedik felvonás
A nagyvezír mindent elkövet, hogy felvidítsa testvérei miatt szomorkodó kedvesét. Közben kapja hírt arról, hogy Brankovics újra átállt a Hunyadiakhoz, s megtámadta a török állásokat. A nagyvezír tanácstalan, nem tudja mi késztette Brankovicsot a pálfordulásra, Cselebi természetesen elhallgatja előtte a történteket. Murat bosszúra éhesen készülődik a harcba, amikor hírül hozzák számára, hogy apja, a szultán meghalt, és ő az utódja. Ez még inkább feltüzeli harci kedvét, s páncélt öltve indul a harcba, hogy megtorolja Brankovics árulását. A fejedelem csapatai azonban legyőzik a törököket, a csatában azonban maga Brankovics is halálosan megsebesül, így hozzák Murat sátrába. A fejedelem megbánja árulását, gyermekeit Hunyadi Lászlóra bízza, majd Mara és megvakított fiai karjai között hunyja le szemét.

## Szövegkönyv
Az opera történetének alapját Obernyik Károly tanár, novella- és drámaíró utolsó színpadi műve adta. Ebből a darabból írta Ormay Ferenc és Odry Lehel Erkel számára a szövegkönyvet. A szöveg prózában készült el, egyes kortárs kritikusok szerint nyelvezete lapos, nem illik a téma emelkedettségéhez, ezenkívül – egyes újabbkori esztéták szerint – dramaturgiai problémákat is felvet. Az 1960-as években erre hivatkozva Romhányi József átírta a szöveget.

## Zene
Az opera zenéjével Erkel új kompozíciós korszakába lépett. Az addigi, kifejezetten magyaros jellegű dallamok háttérbe szorultak (ami egyébként a librettóból egyenesen következik), a Dózsához is képest megnövekedett a jelentősége a wagneri énekbeszéd, ami a drámai helyzetet aknázza ki, és alkalmazza a vezérmotívumot. A formailag zárt számok egységes, nagy ívű zenei tömbökben olvadnak össze. Fontos kompozíciós elem lett a kórusrecitatívók kiemelt szerepe. A dallamok szélesebben, súlyosabban szárnyalnak, ennek következtében az ívek gyakran nem is követhetők oly tisztán, mint a korábbi művekben. A korabeli közönség ezért is fogadta az addigiaknál hűvösebben az operát, pedig az egész opera színesebb, plasztikusabb képet mutat. Erkel az opera zenéjéhez, a darabban megjelenő három nép (magyar, szerb, török) dallamkincsét is felhasználta, olyan sikeresen, hogy az áttűnések, színváltások szinte észrevehetetlenek.
Az a módosítási igény, ami az 1960-as évek elején a szövegkönyv teljes átírását eredményezte, együtt járt a zenei anyag átdolgozásával is. Ezt a munkát Kókai Rezső zeneszerző végezte el, ezt a változatot mutatta be az Erkel Színház 1962-ben.

## Lemezkiadások
2003-ban a Musica Hungarica gondozásában készítettek lemezfelvételt a Brankovics Györgyből a Kolozsvári Magyar Opera társulatának közreműködésével. A felvételen Molnár János (Brankovics György), Bándi János (Murat), Jordán Éva (Mara) és Sándor Árpád (Cselebi aga) énekelték a főbb szerepeket, Mossóczy Vilmos vezényelt.